# Shazam! (film)
Shazam! er en amerikansk superheltefilm fra 2019, instrueret af David F. Sandberg, og med Zachary Levi i hovedrollen. 
Filmen er baseret på DC Comics figuren med samme navn.

## Handling
Da den forældreløse dreng Billy Batson (Asher Angel) får superkræfter af en troldmand (Djimon Hounsou), og kommer i en voksenkrop, bruger han dem til sjov og ballade som Shazam (Zachary Levi). Det sjove forvandles dog snart til alvor da han skal op i mod Thaddeus Sivana (Mark Strong). 

## Medvirkende
- Zachary Levi som superhelten Shazam
  - Asher Angel som drengen Billy Batson
- Michelle Borth som Mary Shazam
- Djimon Hounsou som Troldmanden Shazam
- Mark Strong som Dr. Thaddeus Sivana
- Jack Dylan Grazer som Freddy Freeman
- Marta Milans som Rosa Vasquez
- Meagan Good som Darla Dudley (voksen)
- Grace Fulton som Mary Bromfield
- David F. Sandberg som Mister Mind